# Steenhoutberg
De Steenhoutberg is een heuvel in het Pajottenland in Vlaams-Brabant gelegen in de omgeving van Oetingen. De voet is uitgevoerd in kasseien. De helling is een holle weg door het Steenhoutbos.

## Wielrennen
De helling is onder andere opgenomen in de GP Oetingen en de recreatieve wielerroute R.EV 1703 Fietsroute.